# Четверть франка (Франция)
Четверть франка (фр. Quart franc) — номинал французских денежных знаков, выпускавшийся в 1803—1845 годах в виде монет.

## Общегосударственные монеты
Чеканка серебряных монет в четверть франка начата в 1803 году (12 году республиканского календаря), в период консульства Наполеона. Рисунок монеты выполнил Пьер-Жозеф Тиолье. Год чеканки обозначен годом республиканского календаря, на аверсе с портретом Наполеона надпись — «Бонапарт первый консул».
После провозглашения Наполеона императором надпись на аверсе была изменена на «Наполеон император». На реверсе год чеканки продолжал обозначаться годом республиканского календаря, осталась и надпись «Французская Республика». С 1806 года применение республиканского календаря для обозначения года чеканки прекращено. В 1807 году был видоизменён аверс монет, увеличен портрет Наполеона, на который в том же году был добавлен лавровый венок. В 1809 году надпись на реверсе была заменена на «Французская Империя», в том же году чеканка монет этого номинала была прекращена.
Чеканка монет в четверть франка возобновлена в 1817 году, при Людовике XVIII. Рисунок новой монеты выполнил Огюст-Франсуа Мишо. Номинал стал обозначаться не словами, как при Наполеоне (Quart franc), а цифрами (1⁄4 franc). При Карле X чеканка монет этого типа была продолжена, изменился только аверс (портрет короля и легенда).
В 1831 году начата чеканка монет короля Луи-Филиппа. Рисунок новых монет выполнил Жозеф-Франсуа Домар. В 1845 году чеканка монет в четверть франка была прекращена, в том же году была начата чеканка монет в 25 сантимов.
| Изображение              | Изображение              | Диаметр, мм              | Толщина, мм              | Масса, г                 | Металл                   | Гурт                     | Годы чеканки             | Примечания |
| Наполеон (первый консул) | Наполеон (первый консул) | Наполеон (первый консул) | Наполеон (первый консул) | Наполеон (первый консул) | Наполеон (первый консул) | Наполеон (первый консул) | Наполеон (первый консул) | Наполеон (первый консул) |
| ------------------------ | ------------------------ | ------------------------ | ------------------------ | ------------------------ | ------------------------ | ------------------------ | ------------------------ | --- |
|                          |                          | 15                       |                          | 1,25                     | Серебро 900              |                          | 12                       | Монетные дворы — Париж (A), Страсбург (BB), Лион (D), Лимож (I), Байонна (L), Тулуза (M), Марсель (MA), Перпиньян (Q), Нант (T). Тираж — 323 039                                                   |
| Наполеон I (император)   |                          |                          |                          |                          |                          |                          |                          | |
|                          |                          | 15                       |                          | 1,25                     | Серебро 900              |                          | 12—14                    | «Французская Республика». Монетные дворы — Париж (A), Страсбург (BB), Лион (D), Ла-Рошель (H), Лимож (I), Бордо (K), Байонна (L), Тулуза (M), Марсель (MA), Нант (T), Турин (U). Тираж — 519 148   |
|                          |                          | 15                       |                          | 1,25                     | Серебро 900              |                          | 1806—1807                | «Французская Республика». Монетные дворы — Париж (A), Лимож (I), Бордо (K), Байонна (L), Перпиньян (Q), Турин (U). Тираж — 112 900                                                                 |
|                          |                          | 15                       |                          | 1,25                     | Серебро 900              |                          | 1807                     | «Французская Республика», увеличен портрет. Монетный двор — Париж (A). Тираж — 41 124 |
|                          |                          | 15                       |                          | 1,25                     | Серебро 900              |                          | 1807, 1808               | «Французская Республика», портрет с лавровым венком. Монетные дворы — Париж (A), Тулуза (M), Лимож (I), Байонна (L). Тираж — 23 131                                                                |
|                          |                          | 15                       |                          | 1,25                     | Серебро 900              |                          | 1809                     | «Французская Империя». Монетный двор — Париж (A). Тираж — 34 124 |
| Людовик XVIII            |                          |                          |                          |                          |                          |                          |                          | |
|                          |                          | 15                       |                          | 1,25                     | Серебро 900              | гладкий                  | 1817—1824                | Монетные дворы — Париж (A), Руан (B), Страсбург (BB), Лион (D), Лимож (I), Байонна (L), Тулуза (M), Марсель (MA), Перпиньян (Q), Нант (T), Лилль (W). Тираж — 641 376                              |
| Карл X                   |                          |                          |                          |                          |                          |                          |                          | |
|                          |                          | 15                       |                          | 1,25                     | Серебро 900              | гладкий                  | 1825—1830                | Монетные дворы — Париж (A), Руан (B), Страсбург (BB)), Лион (D), Лимож (I), Ла-Рошель (H), Бордо (K), Байонна (L), Тулуза (M), Перпиньян (Q), Нант (T), Лилль (W). Тираж — 2 385 746               |
|                          |                          | 15                       |                          | 1,25                     | Серебро 900              | ребристый                | 1830                     | Монетный двор — Париж (A). |
| Луи-Филипп I             |                          |                          |                          |                          |                          |                          |                          | |
|                          |                          | 15                       |                          | 1,25                     | Серебро 900              | ребристый                | 1831—1845                | Монетные дворы — Париж (A), Руан (B), Страсбург (BB), Лион (D), Ла-Рошель (H), Лимож (I), Бордо (K), Байонна (L), Тулуза (M), Марсель (MA), Нант (T), Перпиньян (Q), Лилль (W). Тираж — 18 122 083 |

## Денежные суррогаты
Номинал в четверть франка не характерен для денежных суррогатов, которые в основном выпускались с указанием номинала в сантимах (25 сантимов). Редким исключением являются выпущенные в 1923 году бумажные боны франко-бельгийской администрации железных дорог оккупированной зоны, номинал которых указан во франках (0.25 fr).